# Ōtama
Ōtama (jap. 大玉村 Ōtama-mura) – wieś w Japonii, na wyspie Honsiu, w prefekturze Fukushima. Według danych na rok 2020 miejscowość zamieszkiwało 8 900 mieszkańców , a gęstość zaludnienia wyniosła 112 os./km².